# アンダルシア協奏曲
アンダルシア協奏曲（アンダルシアきょうそうきょく、Concierto Andaluz）は、ホアキン・ロドリーゴが作曲した4つのギターと管弦楽のための協奏曲である。

## 概要
『アランフエス協奏曲』の成功に気を良くしたロドリーゴは、ギター以外の協奏曲や協奏的作品を作曲した。1942年にピアノ協奏曲、1943年にヴァイオリン協奏曲、1949年にチェロ協奏曲、1952年にハープのための「セレナータ協奏曲」という具合である。その後、彼は立ち戻って1954年に名作『ある貴紳のための幻想曲』を書き上げているが、しばらくはギター協奏曲から遠ざかっている。
1967年にスペイン出身の著名なギター・ファミリーのロメロ一家から委嘱されて、この『アンダルシア協奏曲』を作曲した。

## 特徴
バロック時代の合奏協奏曲におけるコンチェルティーノのように扱い、管弦楽と競い合うと同時に、ギター同士で親密な対話を交わすという形で書かれている。

## 構成
3楽章構成で、演奏時間は約25分である。
- 第1楽章 テンポ・ディ・ボレロ
- 第2楽章 アダージョ
- 第3楽章 アレグレット